# Arif Alvi

Arif Alvi (2018)

Arif R. Alvi (Urdu عارف علوی; * 29. August 1949 in Karatschi) ist ein pakistanischer Politiker, der seit Juni 2013 und seiner Wiederwahl 2018 Mitglied des Unterhauses der Nationalversammlung  ist. Vom 9. September 2018 bis zum 10. März 2024 war Alvi Staatspräsident Pakistans.

## Leben
Alvi wurde am 29. August 1949 in der Hafenstadt Karatschi als Sohn des Zahnarztes Elahi Alvi geboren. Er studierte 1967–1970 ebenfalls Zahnmedizin am De'Montmorency College of Dentistry in Lahore. Er war Präsident der Asia-Pacific Dental Federation sowie der pakistanischen Vereinigung der Zahnärzte.
Arif Alvi war zunächst von der linken Studentenbewegung der 1969er geprägt, die damals gegen das Militärregime von Muhammed Ayub Khan agitierte. Zu dieser Zeit war er Vorsitzender der Studentengewerkschaft am De'Montmorency College of Dentistry. Während der Studentenproteste wurde er angeschossen und verwundet.
Seine politische Karriere begann als Wahlhelfer. Er war 1977 Kandidat für die Pakistan National Alliance (PNA), eine rechte Partei, und erhielt einen Sitz im Rat von Karachi. 1996 war er Gründungsmitglied der Pakistan Tehreek-e-Insaf (PTI), nachdem er vorher sowohl mit rechten als auch mit linken Positionen geliebäugelt hatte. Er gehört außerdem zu den Autoren der Satzung der PTI.
1996 wurde er Vorstandsmitglied der PTI und ein Jahr später Präsident der PTI in Sindh. In den Wahlen von 1997 war er einer von 100 Kandidaten für die PTI, verlor jedoch gegen die Muslim League-Nawaz. Er kandidierte auch für die Provinzversammlung des Sindh im Wahlkreis PS-114 (Karachi), erhielt aber nur 2000 Stimmen. 2001 wurde er Vizepräsident der PTI. 2002 versuchte er es in PS-90 (Karachi West) und bekam weniger Stimmen als im ersten Anlauf.
Von 2006 bis 2013 war er Generalsekretär der PTI. Bei den Parlamentswahlen in Pakistan 2013 gewann er schließlich seinen ersten Sitz in der Nationalversammlung. Mit 77.659 Stimmen besiegte er seinen Gegenkandidaten Khushbakht Shujaat von der Muttahida-Qaumi-Bewegung. 2018 wurde er wiedergewählt und schließlich vom Wahlgremium zum neuen Staatspräsidenten gewählt.
Er startete im Dezember 2018 die Presidential Initiative for Artificial Intelligence and Computing (PIAIC).